# Gattya trebilcocki
Gattya trebilcocki är en nässeldjursart som beskrevs av Watson 1973. Gattya trebilcocki ingår i släktet Gattya och familjen Halopterididae. Inga underarter finns listade i Catalogue of Life.